# Новая Мазанка
Но́вая Ма́занка (укр. Нова Мазанка, крымскотат. Novaya Mazanka, Новая Мазанка) — упразднённое село в Симферопольском районе Крыма, включённое в состав села Донское, сейчас — примерно южная часть села.

## История
После установления в Крыму Советской власти, по постановлению Крымревкома от 8 января 1921 года была упразднена волостная система и село включили в состав вновь созданного Сарабузского района Симферопольского уезда, а в 1922 году уезды получили название округов. 11 октября 1923 года, согласно постановлению ВЦИК, в административное деление Крымской АССР были внесены изменения, в результате которых был ликвидирован Сарабузский район и образован Симферопольский и село включили в его состав. Согласно Списку населённых пунктов Крымской АССР по Всесоюзной переписи 17 декабря 1926 года, в селе Ново-Мазанка, Мазанского сельсовета Симферопольского района, числилось 32 двора, из них 24 крестьянских, население составляло 108 человек, все русские. В 1930 году в Ново-Мазанке был образован колхоз им. Шевченко С созданием 22 февраля 1937 года Зуйского района Ново-Мазанку отнесли в его состав (в составе Киркского, переименованного в 1945 году в Краснокрымский, сельсовета).
В 1944 году, после освобождения Крыма от фашистов, 12 августа 1944 года было принято постановление № ГОКО-6372с «О переселении колхозников в районы Крыма» и в сентябре 1944 года в район приехали первые новоселы (212 семей) из Ростовской, Киевской и Тамбовской областей, а в начале 1950-х годов последовала вторая волна переселенцев из различных областей Украины Указом Президиума Верховного Совета РСФСР от 18 мая 1948 года, к Новой Мазанке присоединили село Беш-Терек. С 25 июня 1946 года Новая Мазанка в составе Крымской области РСФСР. В 1950 году мелкие хозяйства были объединены в колхоз им. Ленина. 26 апреля 1954 года Крымская область была передана из состава РСФСР в состав УССР После упразднения 24 сентября 1959 года Зуйского района село вновь включили в состав Симферопольского. В период с 1959 по 1968 годы село присоединили к Донскому.